# Rorbach-lès-Dieuze
Rorbach-lès-Dieuze (deutsch Rohrbach, 1941–44 Rohrbach bei Duß)  ist eine französische Gemeinde mit 48 Einwohnern (Stand 1. Januar 2022) im Département Moselle in der Region Grand Est (bis 2015 Lothringen). Sie gehört zum Arrondissement Sarrebourg-Château-Salins.  

## Geographie
Rorbach-lès-Dieuze liegt 56 Kilometer südöstlich von Metz, 26 Kilometer östlich von Château-Salins und 9 Kilometer östlich von Dieuze (Duß), zwischen dem Linderweiher (Étang de Lindre) und dem Großen Mittersheimer Weiher (Étang de Mittersheim), auf einer Höhe zwischen 217 und 252 Meter über dem Meeresspiegel, die mittlere Höhe beträgt 227 Meter. Das Gemeindegebiet umfasst 4,21 Quadratkilometer und liegt im Regionalen Naturpark Lothringen.

## Geschichte
Das sehr alte, früher zum Herzogtum Lothringen gehörige Dorf wurde schon 966 erwähnt, als das Kloster Vergaville (Widersdorf) anlässlich seiner Gründung hier Güter erhielt; 1345 nahm der Graf von Saarbrücken im Ort eine Vergabung vor.
Im Gemeindewappen zeigen die geschwungenen Bänder die frühere Abhängigkeit von der Kastellanei in Dieuze; der Rohrkolben deutet auf den Namen des Ortes.
Durch den Frankfurter Frieden vom 10. Mai 1871 kam die Region an Deutschland und das Dorf wurde dem Kreis Château-Salins im Bezirk Lothringen des Reichslandes Elsaß-Lothringen zugeordnet.  Nach dem Ersten Weltkrieg musste die Region aufgrund der Bestimmungen des Versailler Vertrags 1919 an Frankreich abgetreten werden. Im Zweiten Weltkrieg war die Region von der deutschen Wehrmacht besetzt und stand unter deutscher Verwaltung.
Das kleine Dorf war im Mittelalter noch deutschsprachig, liegt aber spätestens seit dem Dreißigjährigen Krieg auf der französischen Seite der ehemaligen deutsch-französischen Sprachgrenze.

### Bevölkerungsentwicklung
| Jahr      | 1962 | 1968 | 1975 | 1982 | 1990 | 1999 | 2007 | 2019 |
| Einwohner | 61   | 41   | 50   | 57   | 50   | 49   | 54   | 50   |

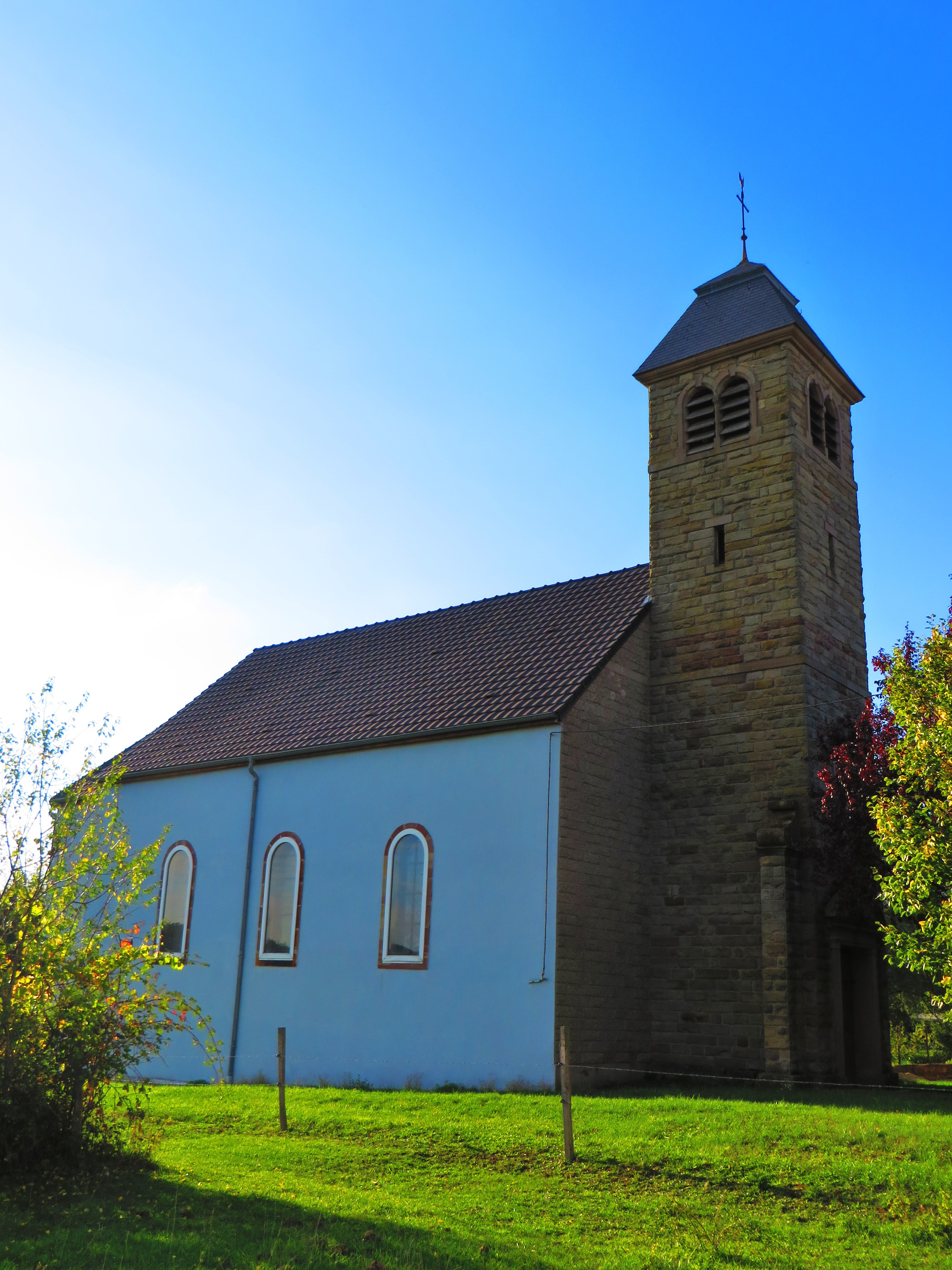
Kirche Saint-Jean-Baptiste
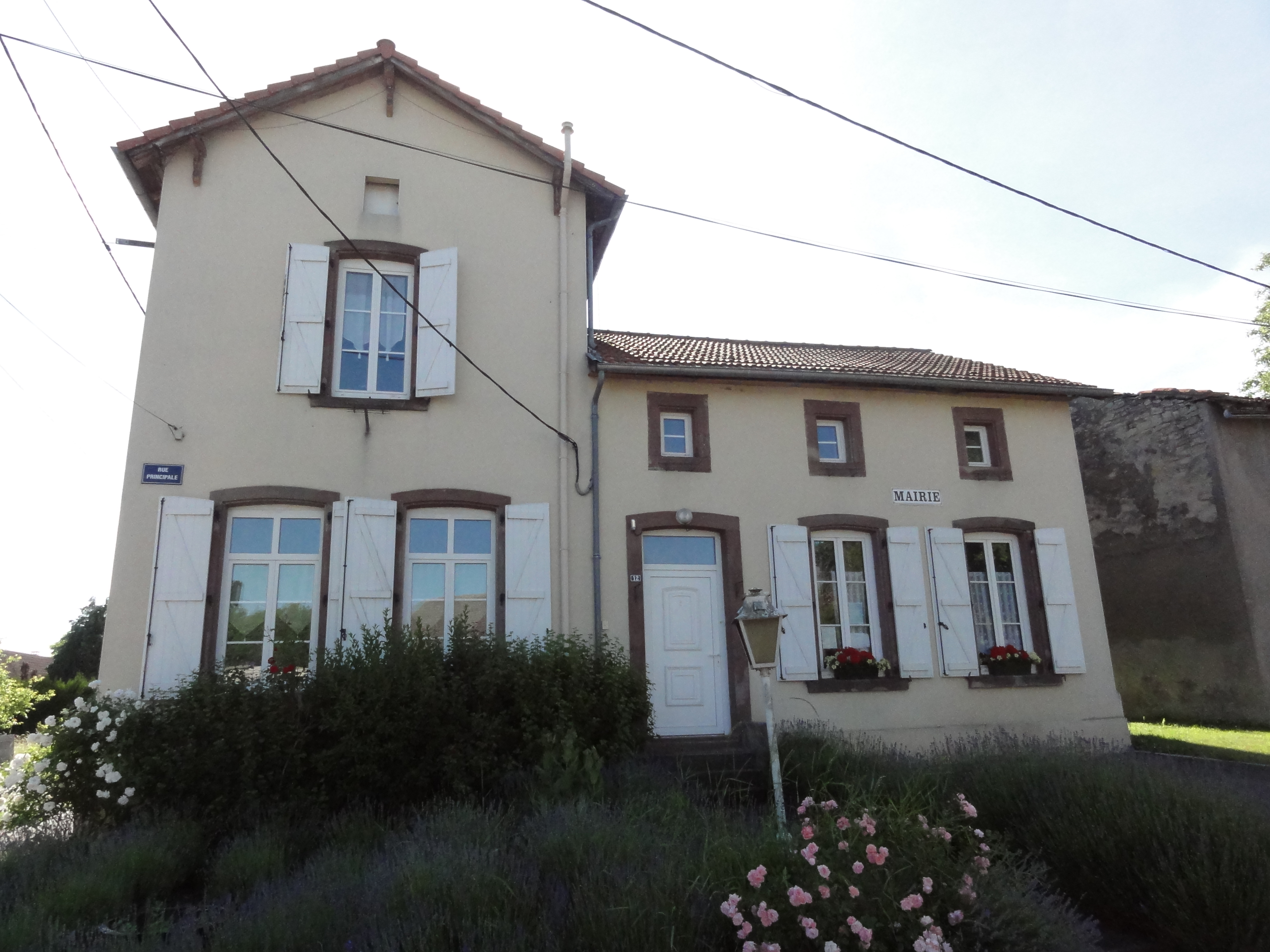
Rathaus

## Persönlichkeiten
- Siegfried Heller (* 1876 in Rohrbach; † 1970 in Schleswig), Lehrer, Oberschulrat in Kiel und Mathematikhistoriker

## Belege
1. 1 2  Eugen H. Th. Huhn: Deutsch-Lothringen. Landes-, Volks- und Ortskunde, Stuttgart 1875, S. 512  (google.books.com).
2. ↑  Wappenbeschreibung auf genealogie-lorraine.fr (französisch)